# Bară oblică
Bara oblică este atât un semn de punctuație (semn ortografic), cât și un semn grafic. Nu este precedată, nici urmată de blanc.
Când este folosită ca linie de fracție se mai numește bară de fracție sau slash.